# Donji Petrič
Pjetërq i Poshtëm en albanais et Donji Petrič en serbe latin (en serbe cyrillique : Доњи Петрич) est une localité du Kosovo située dans la commune/municipalité de Klinë/Klina et dans le district de Pejë/Peć. Selon le recensement kosovar de 2011, elle compte 160 habitants, tous albanais.

## Démographie

### Évolution historique de la population dans la localité
| 1948 | 1953 | 1961 | 1971 | 1981 | 1991 | 2011 |
| ---- | ---- | ---- | ---- | ---- | ---- | ---- |
| 353  | 358  | 428  | 444  | 457  | 526  | 160  |

|  |